# Hoffen
Hoffen é uma comuna francesa na região administrativa de Grande Leste, no departamento Baixo Reno. Estende-se por uma área de 9,48 km². Em 2010 a comuna tinha 1 140 habitantes (densidade: 120,3 hab./km²).